# Re della terra selvaggia
Re della terra selvaggia (Beasts of the Southern Wild) è un film del 2012 diretto da Benh Zeitlin e sceneggiato da Zeitlin e Lucy Alibar su un'opera teatrale della Alibar intitolata Juicy and Delicious.

## Trama
Hushpuppy è una bambina di sei anni che vive, assieme al padre Wink, in una comunità bayou chiamata "Bathtub" ("grande vasca"), nelle paludi nel profondo sud della Louisiana, così denominata anche per le continue alluvioni che avvengono in quella zona a causa dei cicloni.
Wink si dimostra un padre severo ma allo stesso tempo affettuoso per Hushpuppy, a cui insegna come sopravvivere nel mondo. In quel tempo le temperature della Terra sono in aumento ed i ghiacci di conseguenza iniziano a sciogliersi; ciò provoca l'inizio di tempeste e quindi l'imminente avanzata di un uragano che comporterà l'aumento del livello delle acque. Questo causerà la liberazione di alcune creature preistoriche chiamate Aurochs.
Il padre scopre di soffrire di una grave malattia e cerca quindi di preparare la piccola figlia alla vita futura senza di lui. Il suo più grande desiderio è che la figlia non abbandoni questa terra, e che un giorno ne possa divenire la regina. Ma quando la malattia si fa più grave, Hushpuppy parte alla ricerca della madre.

## Produzione
Opera prima del regista Benh Zeitlin, il film è stato girato interamente in 16 millimetri con una piccola troupe professionale e l'aiuto di decine di residenti locali nei dintorni di Montegut, in Louisiana. Il film è stato girato con attori non professionisti e con un budget limitato.

## Riconoscimenti
Il film ha vinto la Caméra d'or al Festival di Cannes 2012, dove ha gareggiato nella sezione Un Certain Regard. Inoltre, ha vinto il Gran premio della giuria: U.S. Dramatic al Sundance Film Festival 2012, dove è stato presentato in anteprima. Successivamente il film ha ottenuto numerosi riconoscimenti internazionali.
- 2013 - Premio Oscar
  - Nomination Miglior film a Dan Janvey, Josh Penn e Michael Gottwald
  - Nomination Miglior regia a Benh Zeitlin
  - Nomination Miglior attrice protagonista a Quvenzhané Wallis
  - Nomination Miglior sceneggiatura non originale a Lucy Alibar e Benh Zeitlin
- AFI Awards 2012
  - Top 10 Films
- British Film Institute 2012
  - Top 10 Films
- British Film Institute Awards 2012
  - Sutherland Award a Benh Zeitlin
- Festival di Cannes 2012
  - Caméra d'or
  - Premi FIPRESCI
  - Prix Regards Jeune
  - Menzione speciale della Giuria Ecumenica
- Deauville American Film Festival 2012
  - Best Film
  - The Most Promising Newcomer Award
- 2012 - Gotham Independent Film Awards
  - Miglior regista esordiente a Benh Zeitlin
- Hollywood Film Festival 2012
  - New Hollywood Award a Quvenzhané Wallis
- LAFCA Awards 2012
  - Miglior attore non protagonista a Dwight Henry
  - Miglior colonna sonora a Dan Romer & Benh Zeitlin
- Los Angeles Film Festival 2012
  - Best Narrative Feature
- Nantucket Film Festival 2012
  - Best New Voices in Screenwriting a Lucy Alibar & Benh Zeitlin
- National Board of Review Awards 2012
  - Migliori 10 film
  - Miglior regista esordiente a Benh Zeitlin
  - Miglior attrice rivelazione a Quvenzhané Wallis
- New York Film Critics Online Awards 2012
  - Top 10 Films
  - Best Debut Director a Benh Zeitlin
  - Best Breakthrough Performer a Quvenzhané Wallis
- Reykjavík International Film Festival 2012
  - Best Film
- Sundance Film Festival 2012
  - Gran premio della giuria: U.S. Dramatic
  - Miglior fotografia: U.S. Dramatic a Ben Richardson
- WDCAFCA Awards 2012
  - Best Youth Performance a Quvenzhané Wallis
- Independent Spirit Awards 2013
  - Miglior fotografia